# 도다 가즈유키
도다 가즈유키(일본어: 戸田 和幸, 1977년 12월 30일 ~ )는 일본 도쿄도 출신의 은퇴한 축구 선수이다. 선수 시절 포지션은 수비형 미드필더이다. 2009년 K리그의 경남 FC에서 활약하였으며, K리그에서 활동할 당시에는 토다라는 이름으로 활약하였다.

## 축구인 경력

### 클럽 경력
1996년 J리그의 시미즈 에스펄스에서 프로 생활을 시작하였고, 부동의 3백을 이루며 1999년 J리그 후기리그 우승에 공헌하였지만, 더비 라이벌인 주빌로 이와타와의 챔피언십 플레이오프 1차전에서 결정적인 실수를 하여 결국 팀은 1, 2차전 합계 결과 준우승에 머무르게 되었다. 2001년 팀의 미드필더인 카를루스 산투스가 비셀 고베로 이적하자, 감독인 즈드라브코 제무노비치의 지시에 따라 포지션을 볼란치로 전환하였다.
2002년 FIFA 월드컵에서 좋은 활약을 보인 뒤 2003년 유럽으로의 이적을 추진하였다. 처음에는 잉글랜드 프리미어리그의 선덜랜드 AFC에서 2주간 입단 테스트를 받았으나, 1주일 뒤 자신에게 입단을 제의한 토트넘 홋스퍼 FC로 임대 이적하였다. 하지만 단 4경기 출전에 그쳤고, 2004년 다시 네덜란드 에레디비시의 ADO 덴하흐로 임대 이적하였지만 여기서도 16경기 출전에 그쳤다.
그 뒤 2004년 후반기에 시미즈 에스펄스로 복귀하여 다시 J리그로 오게 되었고, 2005년 전시즌 천황배 우승 팀인 도쿄 베르디로 이적하여 주전 선수로 활약하였지만 시즌이 끝난 뒤 팀은 J2리그로 강등당하여 2006년 산프레체 히로시마로 다시 이적하였다. 팀의 감독인 미하일로 페트로비치는 도다에게 시미즈 에스펄스 당시의 그의 포지션인 3백의 리베로 역할을 맡겼고, 시즌 중반 이후부터 그는 팀의 주장을 맡기도 하였다. 2007년에도 리베로로서 주전으로 전 경기 출전하였지만, 팀은 교토 상가 FC와의 J리그 교체전에서 패하여 J2리그로 강등당하였다. 하지만 그는 팀과 다년 계약하였기 때문에 2008년에도 산프레체 히로시마에서 뛰게 되었지만, 감독이 전문적인 볼란치를 원하여 모리사키 가즈유키, 아오야마 도시히로와의 경쟁에서 패하여 출전 기회가 줄어들었다. 결국 그 해 6월 유키 고조와의 맞트레이드로 제프 유나이티드 이치하라 지바로 임대 이적하였고, 부상으로 많은 기회를 잡지 못하였지만 그가 출전한 경기에서 단 1패만을 기록하면서 팀의 J리그 잔류에 공헌하였다. 하지만 팀의 감독인 앨릭스 밀러와의 불화로 인하여 완전 이적에 실패하였고, 시즌이 끝난 뒤 원 소속팀인 산프레체 히로시마로 복귀하였지만 전력외로 분류되어 팀에서 방출당하였다.
그 뒤 '아시아쿼터제'가 도입된 K리그로의 이적을 추진하였고, 2009년 3월 12일 경남 FC로 이적하였다. 하지만 그 해 7월 발목 부상을 당하였고, 조광래 감독이 부임한 뒤 팀의 어린 선수들이 급성장하면서 6경기 출전에 그쳤다. 2010년 J리그의 자스파 구사쓰로 이적하여 일본 무대로 복귀하였다.

### 국가대표 경력
1997년 FIFA 세계 청소년 축구 선수권 대회에 발탁되어 전 경기 출전하였고, 1998년 아시안 게임과 2000년 하계 올림픽에서 U-23 대표로 소집되었다.
2001년 포지션을 볼란치로 전향한 뒤 일본 국가대표팀에 발탁되어 2001년 5월 31일 캐나다와의 2001년 FIFA 컨페더레이션스컵에서 데뷔하였으며, 조별 예선 마지막과의 경기인 브라질과의 경기를 제외한 전 경기에 선발 출전하여 팀의 준우승에 기여하였다. 그 뒤 국가대표팀에서 꼭 필요한 존재가 되었고, 2002년 3월 21일 오사카에서 열린 우크라이나와의 친선경기에서 A매치 첫 득점을 올렸다. 2002년 FIFA 월드컵에서 전 경기에 선발 출전하였고, 팀의 FIFA 월드컵 16강 진출에 기여하여 국가대표팀의 숨은 MVP가 되었다. 그는 2002년까지 국제 A매치 통산 20경기에 출전, 1득점을 넣었다.
2003년 토트넘 홋스퍼 FC에서 뛸 당시 지쿠에 의해 국가대표팀에 소집되었지만, 소속팀에 집중하기 위하여 거절하였고, 이후 국가대표팀에 소집되지 못하였다.

## 플레이 스타일
힘있고 터프한 경기 스타일에 폭 넓은 활동폭과 수비력, 안정된 패스 공급 능력을 갖추었으며, 좋은 시야 또한 겸비하였다. 강력한 대인마크와 경고를 두려워하지 않는 태클, 판단력과 양발을 자유자재로 사용한다는 점 또한 도다의 장점 중 하나이다.

## 그 외
2002년 FIFA 월드컵 조별 예선 당시 데이비드 베컴과 함께 모히칸족의 헤어스타일을 본 딴 일명 '닭벼슬 머리'를 하여 일본 내에서 상당한 유행을 타기도 하였다.
2002년 6월 18일 2002년 FIFA 월드컵에서 터키와의 16강전에서 패배하여 탈락하자, 웃옷을 벗고 대성 통곡하는 모습을 보여주기도 하였으며, 경기가 끝난 뒤 감독인 필리프 트루시에의 전술을 비난하기도 하였다.
2005년 7월 25일 아지노모토 스타디움에서 열린 도쿄 베르디와 레알 마드리드 CF와의 경기에서 하프타임때 데이비드 베컴을 발로 걷어차고 침을 뱉어 서로 충돌하였고, 후에 도다는 "침을 뱉은 사실이 없으며, 베컴이 자신을 걷어차 욕을 한 것뿐"이라고 반론하였다.

## 통계

### 클럽
| 클럽     | 클럽                 | 클럽         | 리그 | 리그                                                  | 컵            | 컵            | 리그컵       | 리그컵       | 대륙   | 대륙   | 총계 | 총계 |
| 시즌     | 클럽                 | 리그         | 출장 | 득점                                                  | 출장          | 득점          | 출장         | 득점         | 출장   | 득점   | 출장 | 득점 |
| 일본     | 일본                 | 일본         | 리그 | 리그                                                  | 천황배        | 천황배        | J리그컵      | J리그컵      | 아시아 | 아시아 | 합계 | 합계 |
| -------- | -------------------- | ------------ | ---- | ----------------------------------------------------- | ------------- | ------------- | ------------ | ------------ | ------ | ------ | ---- | ---- |
| 1996     | 시미즈 에스펄스      | J1리그       | 5    | 0                                                     | 0             | 0             | 1            | 0            | -      | -      | 6    | 0    |
| 1997     | 시미즈 에스펄스      | J1리그       | 20   | 0                                                     | 3             | 0             | 5            | 0            | -      | -      | 28   | 0    |
| 1998     | 시미즈 에스펄스      | J1리그       | 34   | 0                                                     | 5             | 0             | 5            | 0            | -      | -      | 44   | 0    |
| 1999     | 시미즈 에스펄스      | J1리그       | 28   | 0                                                     | 3             | 0             | 2            | 0            | -      | -      | 33   | 0    |
| 2000     | 시미즈 에스펄스      | J1리그       | 27   | 1                                                     | 5             | 0             | 6            | 0            | -      | -      | 38   | 1    |
| 2001     | 시미즈 에스펄스      | J1리그       | 27   | 0                                                     | 5             | 0             | 1            | 0            | -      | -      | 33   | 0    |
| 2002     | 시미즈 에스펄스      | J1리그       | 22   | 1                                                     | 3             | 0             | 2            | 0            | 2      | 0      | 29   | 1    |
| 잉글랜드 | 잉글랜드             | 잉글랜드     | 리그 | 리그                                                  | FA컵          | FA컵          | 풋볼 리그 컵 | 풋볼 리그 컵 | 유럽   | 유럽   | 합계 | 합계 |
| 2002-03  | 토트넘 홋스퍼 FC     | 프리미어리그 | 4    | 0                                                     |               |               |              |              | -      | -      |      |      |
| 2003-04  | 토트넘 홋스퍼 FC     | 프리미어리그 | 0    | 0                                                     |               |               |              |              | -      | -      |      |      |
| 네덜란드 | 네덜란드             | 네덜란드     | 리그 | 리그                                                  | KNVB 컵       | KNVB 컵       | 리그컵       | 리그컵       | 유럽   | 유럽   | 합계 | 합계 |
| 2003-04  | ADO 덴하흐           | 에레디비시   | 16   | 0                                                     |               |               | -            | -            | -      | -      |      |      |
| 일본     | 일본                 | 일본         | 리그 | 리그                                                  | 천황배        | 천황배        | J리그컵      | J리그컵      | 아시아 | 아시아 | 합계 | 합계 |
| 2004     | 시미즈 에스펄스      | J1리그       | 12   | 0                                                     | 1             | 0             | 2            | 0            | -      | -      | 15   | 0    |
| 2005     | 도쿄 베르디          | J1리그       | 23   | 0                                                     | 0             | 0             | 5            | 0            | -      | -      | 28   | 0    |
| 2006     | 산프레체 히로시마    | J1리그       | 30   | 0                                                     | 1             | 0             | 5            | 0            | -      | -      | 36   | 0    |
| 2007     | 산프레체 히로시마    | J1리그       | 31   | 2                                                     | 2             | 0             | 8            | 0            | -      | -      | 41   | 2    |
| 2008     | 산프레체 히로시마    | J2리그       | 1    | 0                                                     | 0             | 0             | -            | -            | -      | -      | 1    | 0    |
| 2008     | 제프 유나이티드 지바 | J1리그       | 12   | 0                                                     | 1             | 0             | 1            | 0            | -      | -      | 14   | 0    |
| 대한민국 | 대한민국             | 대한민국     | 리그 | 리그                                                  | 대한민국 FA컵 | 대한민국 FA컵 | 리그컵       | 리그컵       | 아시아 | 아시아 | 합계 | 합계 |
| 2009     | 경남 FC              | K리그        | 6    | 0                                                     | 1             | 0             | 1            | 0            | -      | -      | 8    | 0    |
| 일본     | 일본                 | 일본         | 리그 | 리그                                                  | 천황배        | 천황배        | J리그컵      | J리그컵      | 아시아 | 아시아 | 합계 | 합계 |
| 2010     | 자스파 구사쓰        | J2리그       |      |                                                       |               |               | -            | -            | -      | -      |      |      |
| 합계     | 일본                 | 일본         | 271  | 4                                                     | 29            | 0             | 43           | 1            | 2      | 0      | 345  | 4    |
| 합계     | 잉글랜드             | 잉글랜드     | 4    | 0\|\|\|\|\|\|\|\|\|\|colspan="2"\|-\|\|\|\|           |               |               |              |              |        |        |      |      |
| 합계     | 네덜란드             | 네덜란드     | 16   | 0\|\|\|\|\|\|colspan="2"\|-\|\|colspan="2"\|-\|\|\|\| |               |               |              |              |        |        |      |      |
| 합계     | 대한민국             | 대한민국     | 6    | 0                                                     | 1             | 0             | 1            | 0            | -      | -      | 8    | 1    |
| 총 계    | 총 계                | 총 계        | 297  | 4\|\|\|\|\|\|\|\|\|\|2\|\|0\|\|\|\|                   |               |               |              |              |        |        |      |      |

### 국가대표팀
| 일본 | 일본 | 일본 |
| 연도 | 출전 | 득점 |
| ---- | ---- | ---- |
| 2001 | 10   | 0    |
| 2002 | 10   | 1    |
| 통산 | 20   | 1    |

### 국가대표팀 득점 기록
득점과 결과 리스트는 일본 축구 국가대표팀의 득점을 먼저 기록하였다.
| # | 일시            | 장소         | 상대 국가  | 득점 | 결과 | 경기 형식 |
| - | --------------- | ------------ | ---------- | ---- | ---- | --------- |
| 1 | 2002년 3월 21일 | 일본, 오사카 | 우크라이나 | 1-0  | 1-0  | 친선경기  |

## 수상

### 클럽

#### 시미즈 에스펄스
- J리그 준우승 1회 : 1999년
- 천황배 전일본 축구 선수권 대회 우승 1회 : 2001년
- 천황배 전일본 축구 선수권 대회 준우승 2회 : 1998년, 2000년
- J리그 컵 우승 1회 : 1996년
- 일본 슈퍼컵 우승 1회 : 2001년, 2002년
- 일본 슈퍼컵 준우승 1회 : 1999년

#### 도쿄 베르디
- 일본 슈퍼컵 우승 1회 : 2005년

#### 산프레체 히로시마
- 천황배 전일본 축구 선수권 대회 준우승 1회 : 2007년
- 일본 슈퍼컵 우승 1회 : 2008년

### 국가대표팀
- 2001년 FIFA 컨페더레이션스컵 준우승